# Haplodrassus hatsushibai
Haplodrassus hatsushibai är en spindelart som beskrevs av Takahide Kamura 2007. Haplodrassus hatsushibai ingår i släktet Haplodrassus och familjen plattbuksspindlar. Inga underarter finns listade i Catalogue of Life.